# Loren Shriver
Loren James Shriver  (* 23. září 1944 Jefferson, stát Iowa, USA) je americký letec a kosmonaut z raketoplánů. Ve vesmíru byl třikrát.

## Život

### Mládí a výcvik
Po základní a střední škole absolvoval vojenskou leteckou akademii (United States Air Force Academy) a v roce 1967 zde získal titul inženýra. Magistrem v oboru astronautických věd se stal roku 1968 (Purdue University). Zůstal v armádě a na vojenské základně Edwards pracoval jako zkušební pilot. Zde byl vybrán do týmu kosmonautů NASA jako astronaut – pilot. V té době byl kapitánem amerického vojenského letectva, ženatý a měl čtyři děti.

### Lety do vesmíru
Svůj první let absolvoval v roce 1985 a byla to expedice vojenská. Na palubě raketoplánu Discovery s ním letěli čtyři vojáci – Thomas Mattingly, James Buchli, Gary Payton a Ellison Onizuka. Novináři kvůli utajení k místu startu ani neměli přístup. Jedním z dosažených cílů bylo vypuštění špionážní družice Magnum nad Indický oceán. Startovali z Floridy na Kennedyho vesmírném středisku. Přistáli na základně Edwards.
Podruhé letěl v raketoplánu Discovery na jaře 1990. Během pětidenního letu vypustili Hubbleův kosmický dalekohled (angl. Hubble Space Telescope - HST). Posádka: Loren Shriver, Charles Bolden, Bruce McCandless, Steven Hawley a Kathryn Sullivanová. Startovali na Floridě, přistáli na základně Edwards v Kalifornii.
Třetím letem byla sedmidenní mise STS-46 raketoplánu Atlantis. Sedmičlenná posádka byla ve složení Loren Shriver, Andrew Allen, Jeffrey Hoffman, Marsha Ivinsová, Franklin Chang-Diaz, Claude Nicollier a Ital Franco Malerba. Během letu vypustili na oběžnou dráhu družici Eureka a na vlečném laně družici TSS. Tu pak stáhli zpět na palubu a přistáli na Floridě.
- STS-51-C Discovery (21. ledna 1985 – 27. ledna 1985)
- STS-31 Discovery (24. dubna 1990 – 29. dubna 1990)
- STS-46 Atlantis (31. července 1992 – 8. srpna 1992)

Loren je zapsán v historii jako 156. kosmonaut Země. Ve vesmíru strávil 16 dní.

## Po letech
I po ukončení aktivní služby v týmu kosmonautů v NASA zůstal v různých funkcích a to jak v Houstonu, tak na mysu Canaveral.